# 黄胞菌属
黄胞菌属（学名：Flavicella）是黄杆菌科下的一个属。

## 下属物种
本属包括以下物种：
- 海洋黄胞菌 Flavicella marina Teramoto & Nishijima, 2015
- 沉积物黄胞菌 Flavicella sediminum，沉积黄胞菌